# Villa Magnani

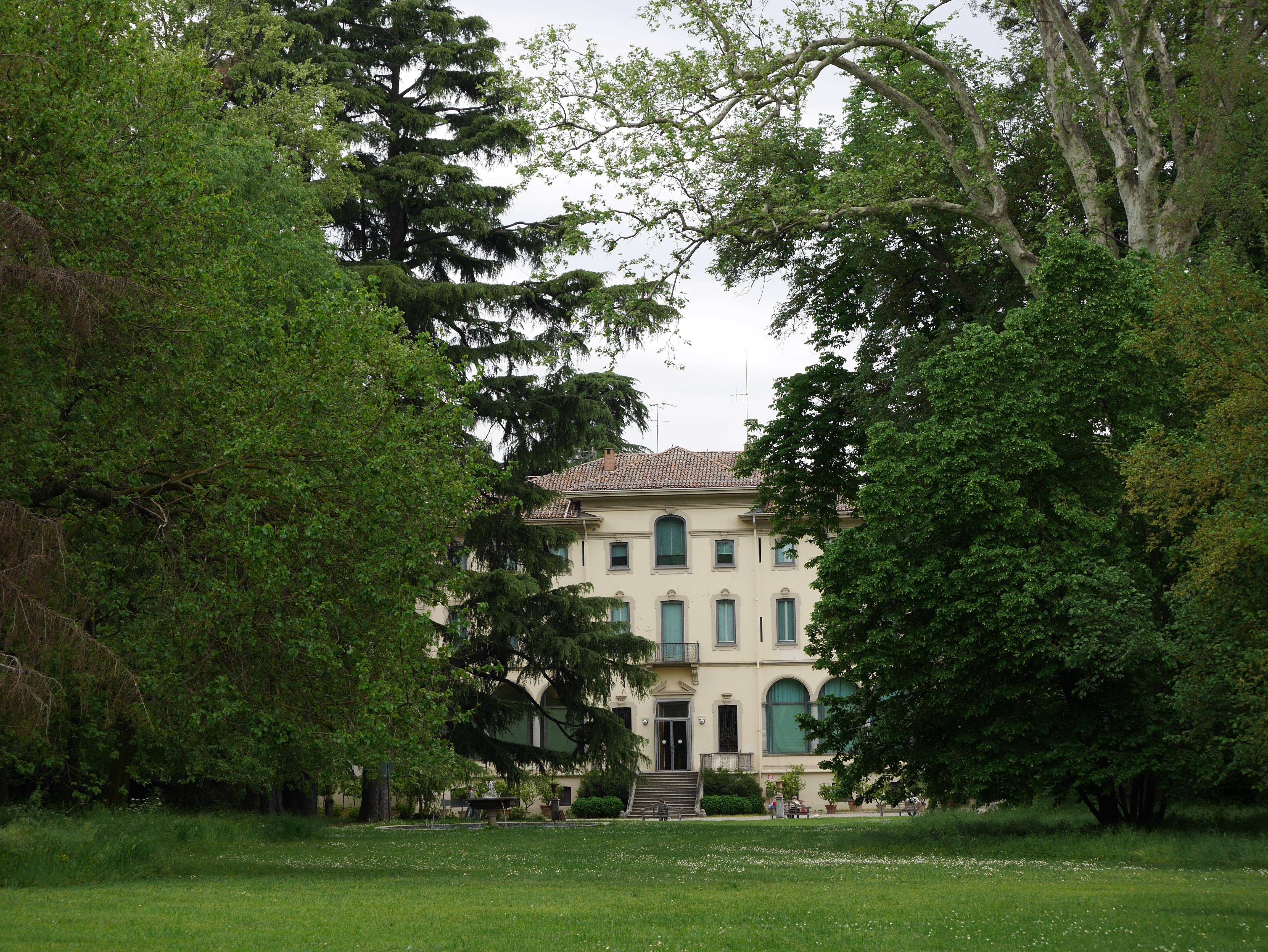
Villa Magnani in Mamiano inmitten ihres Parks

Die Villa Magnani ist ein neubarockes Landhaus im Ortsteil Mamiano der Gemeinde Traversetolo in der italienischen Region Emilia-Romagna. Es liegt in der Via Fondazione Magnani Rocca 4 inmitten eines 12 Hektar großen, romantischen Parks und ist seit 1990 Sitz der Fondazione Magnani-Rocca.

## Geschichte
Den ursprünglichen Kern der Villa ließen im 17. Jahrhundert vermutlich die Grafen Sforza di Santafiora, Lehensnehmer von Mamiano von 1545 bis in die ersten Jahre des 19. Jahrhunderts, errichten. Dokumente von 1632 bezeugen die Existenz einer Kapelle, die der Mariä Aufnahme in den Himmel geweiht war, an einem Ort „Corte“ oder „Giardini“, der von einigen Wissenschaftlern als Kultstätte neben dem Herrenhaus identifiziert wurde, die vielleicht in diesen Jahren als Jagdschloss errichtet wurde.
Die Markgrafen Paolucci kauften das Landgut vermutlich nach der Abschaffung der Feudalrechte durch Napoleon im Jahre 1805 und vielleicht sogar vor 1811. Die neuen Eigentümer ließen das Jagdschloss in eine elegante Adelsresidenz zur Erholung umbauen und es mit einem großen, romantischen Park mit Teich, künstlicher Grotte und zahlreichen exotischen Pflanzen versehen.
1879 kaufte der Graf Camillo Zileri-Dal Verme das Landhaus und die zahlreichen zugehörigen Territorien. In den letzten Jahren des 19. Jahrhunderts wurden mit dem Umbau des Bauernhauses im Süden des Parks auf dem Hügel zu einem neugotischen Schlösschen als romantischer Hintergrund des Landgutes erste Umbauarbeiten an dem Komplex eingeleitet.
In den ersten Tagen des 20. Jahrhunderts entschied sich der Graf Enrico Zileri-Dal Verme, die Villa aus dem 17. Jahrhundert umbauen zu lassen, die damals von einem Türmchen in der Mitte gekrönt war, das nach vier Seiten hin durch je drei Bögen geöffnet war. Er beauftragte den Architekten Antonio Citterio aus Mailand mit dem Umbau; dieser veränderte das Gebäude im lombardisch-neubarocken Stil. Es wurden zwei kleine Erker an der Ostseite angebracht, die beiden seitlichen Loggien an der Südseite geöffnet und durch Hinzufügen einer Erhöhung in der Mitte umgebaut, der große Empfangssalon mit doppelter Raumhöhe geschaffen und die Fassaden und Innenräume dekoriert. Die Arbeiten wurden 1904 abgeschlossen.
1941 verkauften die Erben des Grafen das Landgut an Giuseppe Magnani, einen Großbauern. Nach dessen Tod 1965 beauftragte dessen Sohn, Luigi, den Architekten Leone Pancaldi mit der Erweiterung des Gewächshauses und dem Bau der beiden Flügel auf den Seiten der Villa – letztere Arbeiten 1967 abgeschlossen –, um dort die Bibliothek und die bedeutende Kunstsammlungen unterzubringen, die geschaffen wurden. 1977 wurde die ‚‚Fondazione Magnani-Rocca‘‘ rechtlich gegründet, die 1983 erstmalig die Sammlung zeitgenössischer Kunst in der Orangerie ausstellte.
Luigi Magnani starb 1984 in dem Landhaus, das 1990 nach dem Abschluss bedeutender Restaurierungsarbeiten an den Innenräumen, den Fassaden und dem Park unter der Leitung der Architekten Carlo de Angelis, Paolo Nannelli und Roberto Scannavini und des Bauingenieurs Guido Feldmann Sitz der Stiftung wurde. Der Eingang wurde außerdem auf die Westseite verlegt und die landwirtschaftlichen Nebengebäude in einen Eintrittskartenverkauf und ein Sekretariat umgebaut. In den folgenden Jahren wurden die Räume des zweiten Obergeschosses schließlich an die Bedürfnisse einer Ausstellung angepasst, während das Gewächshaus zur Aufnahme zeitgenössischer Ausstellungen ausgestattet wurde, ohne jedoch die vorherige Raumaufteilung zu verändern.

## Beschreibung

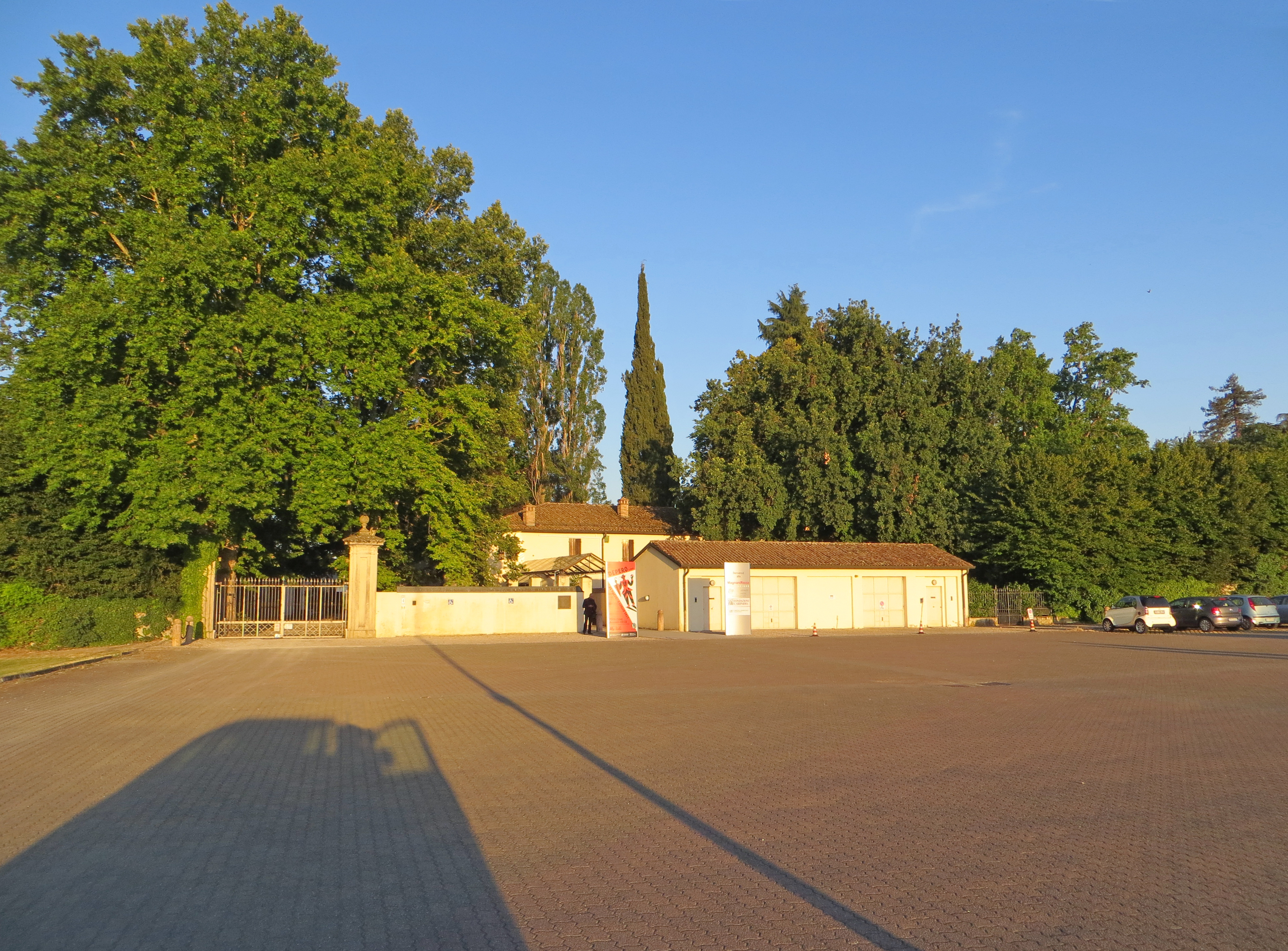
Haupteingang zum Park

Der große, vollständig von einer Mauer umgebene Park erstreckt sich über eine leicht trapezförmige Fläche nördlich der Straße über die Vorberge. Der Haupteingang liegt heute auf der Westseite, wogegen sich der historische Zugang von Norden, am Ende einer langen Zypressenallee befindet. Zwei weitere Nebeneingänge finden sich auf den übrigen Seiten. Das Landhaus liegt im Nordwestteil des Landgutes, nicht weit entfernt vom Haupteingang und flankiert vom Eintrittskartenverkauf und der Kapelle ‚‚Mariä Aufnahme in den Himmel‘‘. Östlich erheben sich um einen rechteckigen Innenhof herum die ehemaligen landwirtschaftlichen Nebengebäude, die heute in ein Restaurant und eine Bar umgewandelt sind, und das Gewächshaus.

### Landhaus
Das Landhaus hat drei oberirdische Stockwerke und einen fast rechteckigen Grundriss, sowie zwei einstöckige Seitenflügel, die an den kurzen Ost- und Westseiten des Hauptgebäudes angebaut sind.
Die symmetrische Hauptfassade auf der Südseite ist vollständig verputzt und vor ihr liegt eine große Treppe in der Mitte, die zur Vorhalle aus Glas führt. Das Portal hat einen Rahmen und einen gebrochenen Dreiecksgiebel. Auf beiden Seiten befinden sich zwei Fenster mit neubarocken Rahmen und, weiter vorne, drei Rundbögen, gestützt durch steinerne Säulen mit dorischen Kapitellen. Im ersten Obergeschoss springt über dem Eingang in der Mitte ein kleiner Balkon mit eisernem Geländer vor, während auf den Seiten weitere Fenster mit reichen Rahmen regelmäßig angeordnet sind. Im zweiten Obergeschoss ragt der Mittelteil wesentlich weiter auf als die Seiten, um an das alte Türmchen aus dem 17. Jahrhundert zu erinnern, das ursprünglich auf dem Gebäude angebracht war. In der Mitte liegt ein großes Fenster mit Korbbogen, das ebenfalls einen neubarocken Rahmen besitzt. Diese Fassade, die von Ecken mit Bossenwerk begrenzt wird, ist durch ein schweres, hervorspringendes Traufgesims gekrönt.
An beiden Seiten des Hauptgebäudes springen die einstöckigen Baukörper hervor, die 1967 angefügt wurden. Der Ostflügel ist durch Lisenen und Rundbogenarkaden gekennzeichnet, die die Südfassade zieren. Die gegenüberliegende, einfach Konstruktion verbindet das Herrenhaus mit den Gewächshäusern, die heute als Räume für zeitgenössische Ausstellungen dienen.

#### Innenräume

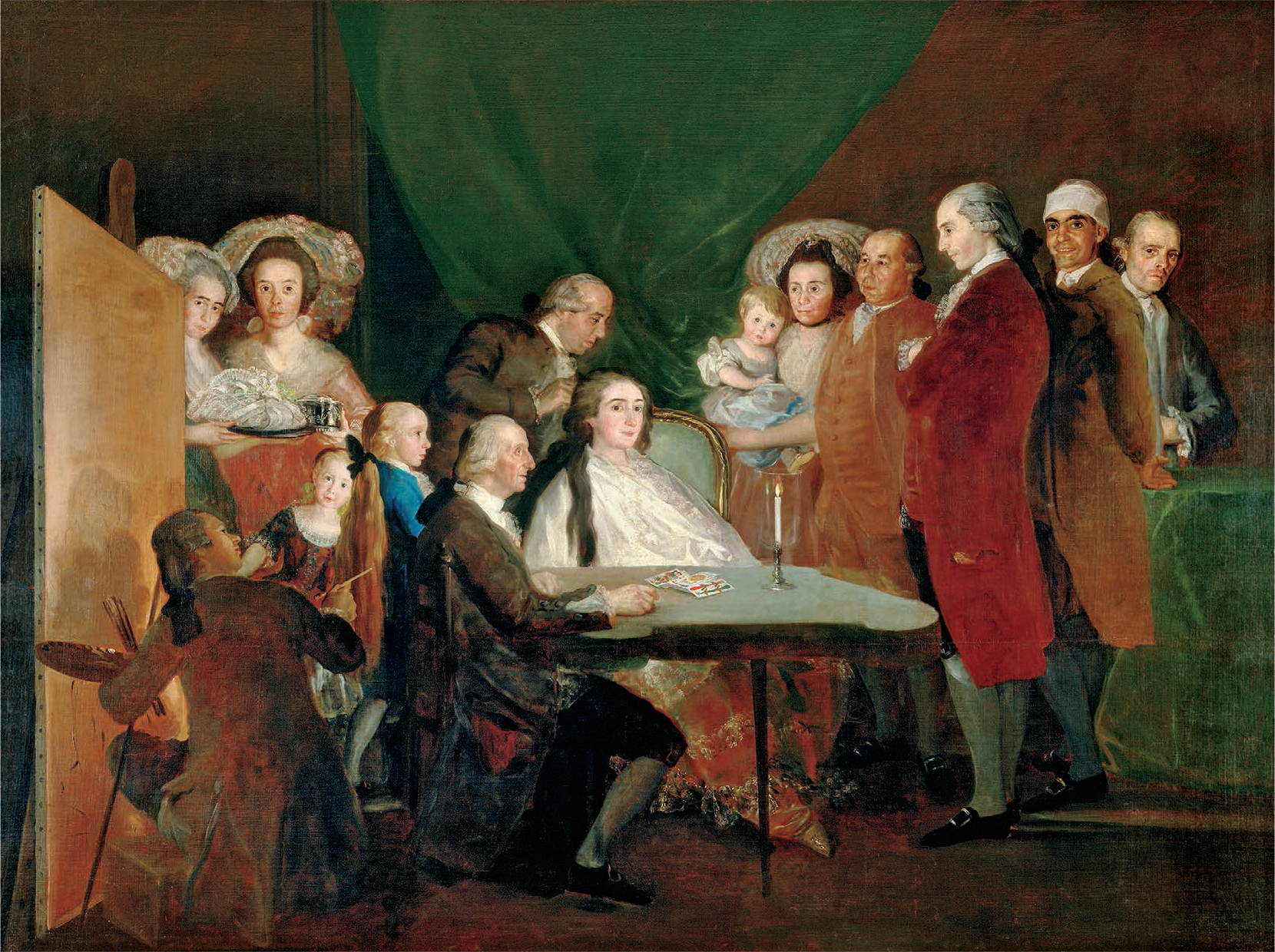
Francisco de Goya: Familie des Infanten Ludwig, 1783–1784

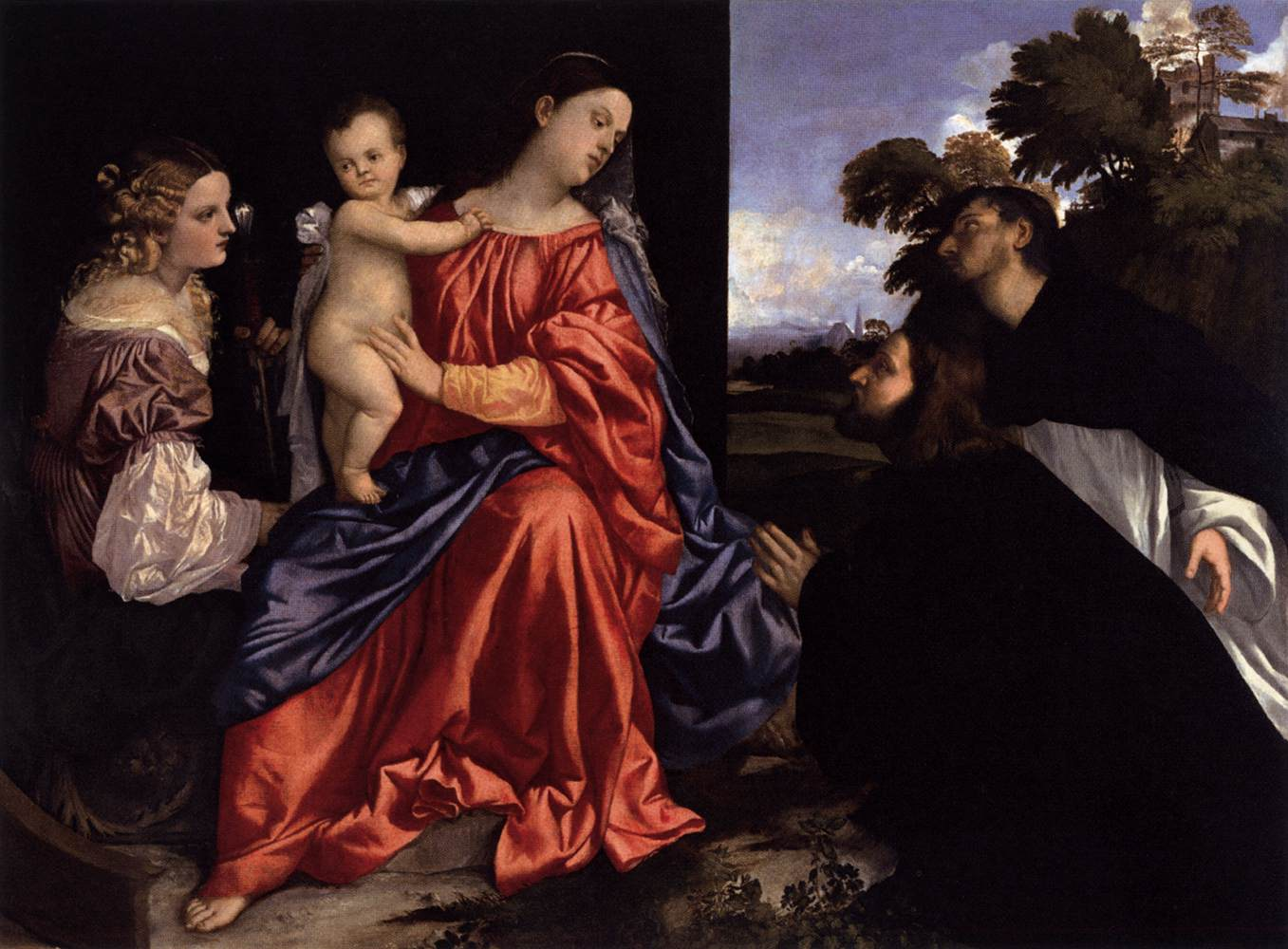
Tizian: Heilige Balbi-Unterhaltung, 1512–1514

Im Inneren der Villa findet sich ein imposanter Empfangssalon mit doppelter Raumhöhe und einer Balustrade im oberen Stockwerk. Der Raum ist mit feinen, neubarocken Stuckarbeiten verziert, die die Fenster und den Balkon einrahmen. Durch diesen Saal gelangt man zu imposanten Treppe, die ebenfalls reich an Verzierungen ist.
Der Rundgang durch die Ausstellung führt durch die Säle Van Dyck, Goya, Dürer, Tizian, 20. Jahrhundert in Italien, Morandi, Cézanne und Impressionisten, die zum Teil ebenfalls mit Stuckarbeiten und Lisenen dekoriert sind. In den Räumen sind, obwohl sie für die Bedürfnisse eines Museums angepasst wurden, wertvolle, alte Möbel erhalten, die Luigi Magnani benutzt hat.
Im Obergeschoss finden sich schließlich die meistens für die Öffentlichkeit geschlossenen Räumlichkeiten, darunter die Bibliothek, das Musikzimmer, der große Salon, das Studio und die Zimmer des Commendatore Giuseppe und der Donna Eugenia Rocca.

### Gewächshaus
Das große Gewächshaus erhebt sich östlich des Landhauses. Das lange Gebäude ist durch große Fenster nach Süden auf den Park ausgerichtet. Diese schließen im Mittelteil große Rundbögen. Das Gebäude, das 1967 erweitert und gegen Ende des 20. Jahrhunderts umgebaut wurde, dient heute zeitgenössischen Ausstellungen.

### Park

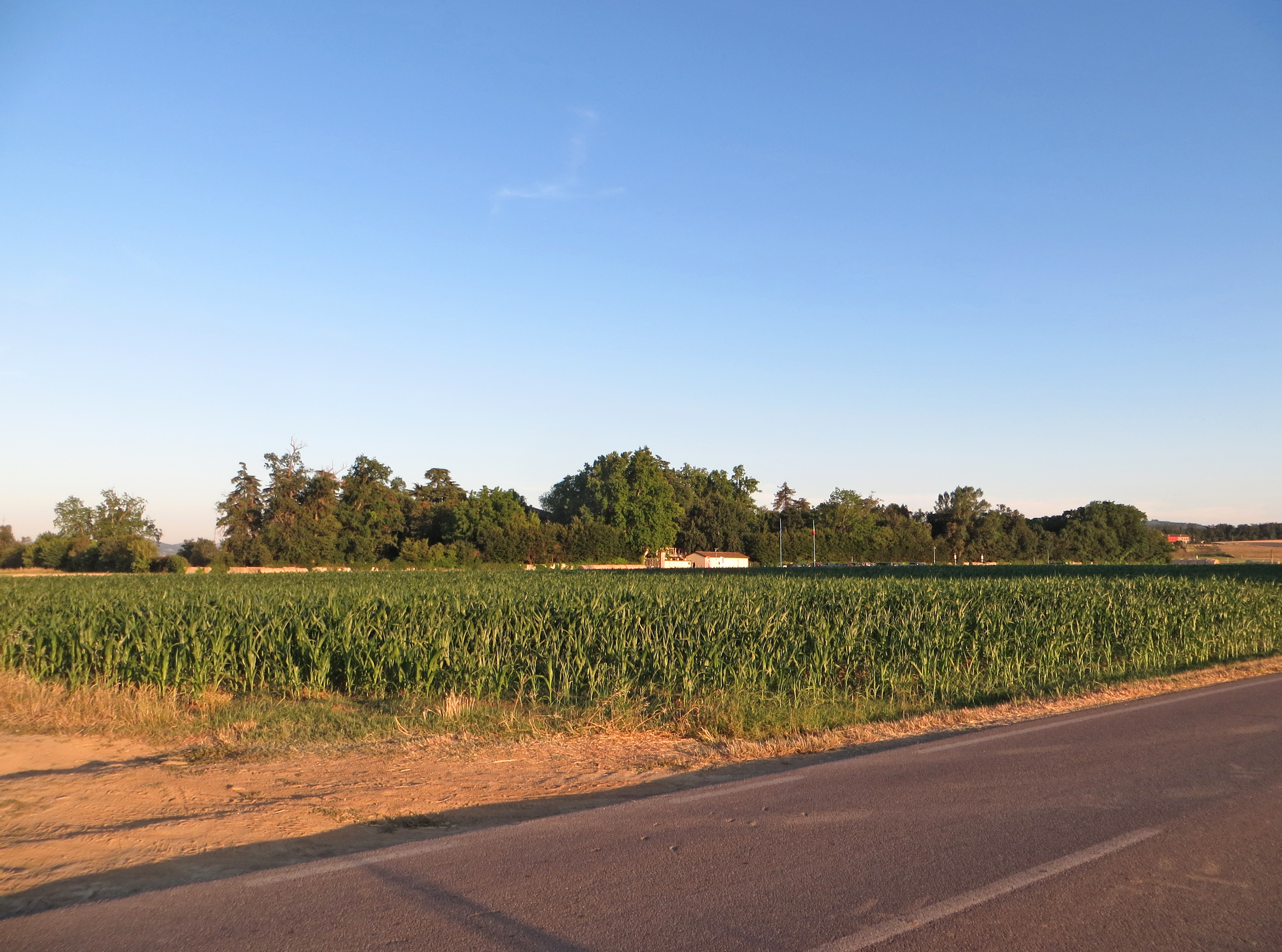
Der Park von Nordwesten

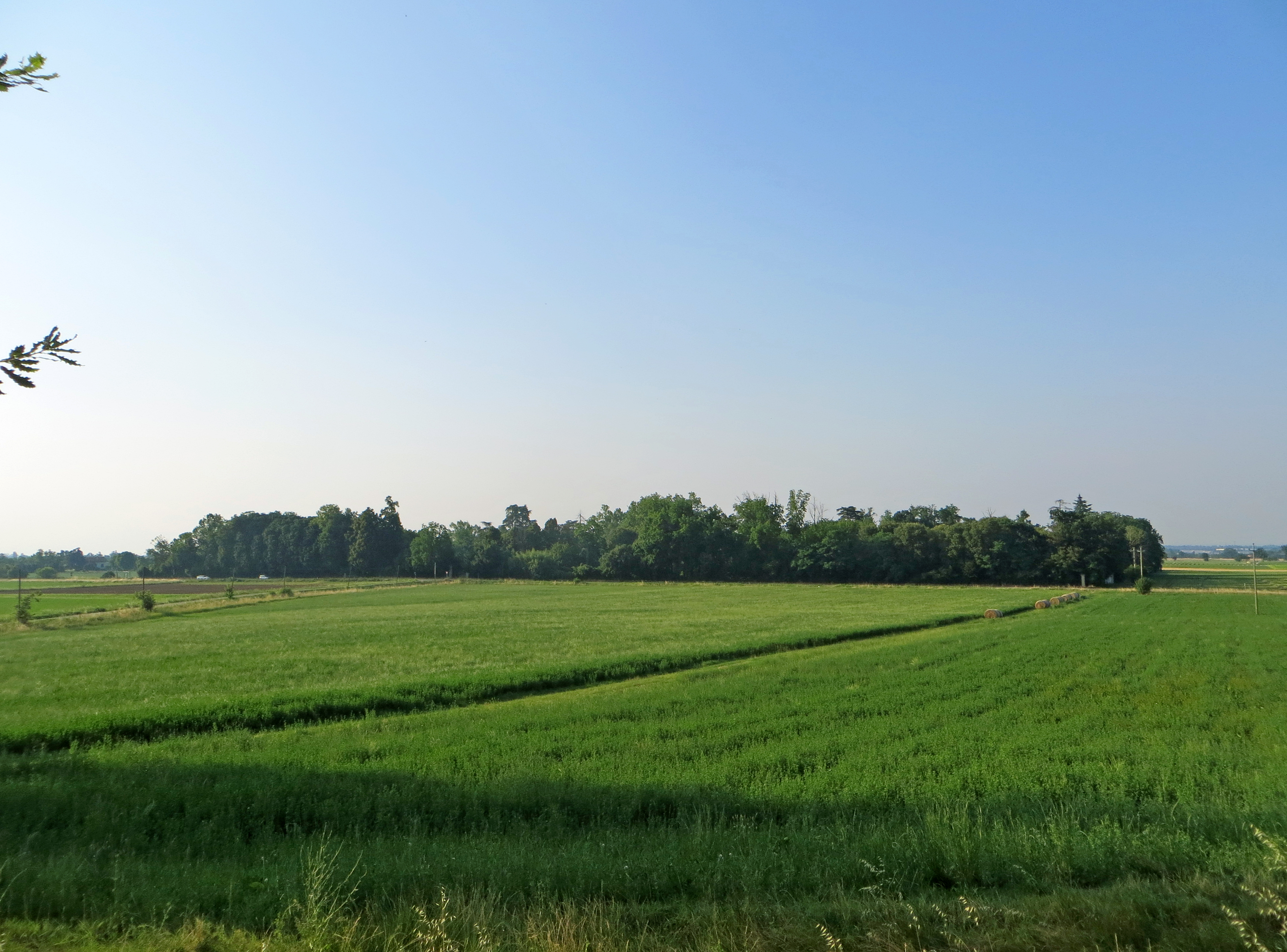
Der Park von der neugotischen Folly aus

Der große Park, der eine Fläche von 12 Hektar bedeckt und vollständig von einer Mauer umgeben ist, zeigt typische Kennzeichen eines englischen Landschaftsgartens aus den ersten Jahren des 19. Jahrhunderts; er ist reich an Monumentalpflanzen, ob einzeln oder in Gruppen.
Vor dem ursprünglichen Eingang auf der Nordseite liegt eine lange Zypressenallee, die heute nicht mehr komplett ist. Das angrenzende Nordtor, das von einer Hainbuchenhecke flankiert ist, wird innen durch sechs ionische Marmorsäulen, die man in einem Sakralgebäude aus dem 17. Jahrhundert in Süditalien fand, das im Zweiten Weltkrieg zerstört worden war. Nördlich des Landhauses erstreckt sich ein kleiner Wald, aus dem eine Himalaya-Zeder, einige Schuppenrinden-Hickories und eine monumentale Libanon-Zeder direkt vor der Fassade erwähnenswert sind.
Der heutige Eingang auf der Westseite mit Lindenallee führt zur Eintrittskartenverkauf, der in einem ehemaligen, landwirtschaftlichen Gebäude neben der Kapelle aus dem 17. Jahrhundert liegt. Südlich dieser Kapelle erstreckt sich entlang dem Tor der italienische Garten mit seinen charakteristischen Buchshecken.
Vor dem Landhaus gibt es einen Kiesweg, der sich im Kreis nach Süden fortsetzt und in den Park führt. Neben dem Eingang zum Herrenhaus sind zahlreiche Töpfe mit Zitrusfrüchten aufgestellt, die in den Wintermonaten im Gewächshaus untergebracht werden. Davor ragt eine Gruppe von Himalaya-Zedern auf, flankiert von einer Reihe von fünf Rosskastanien, zwei Linden und, nur wenig entfernt, eine große ahornblättrige Platane. Etwas östlich davon stehen neben einem runden Steinbrunnen drei mächtige Platanen, die einen über 30 Meter hohen Küstenmammutbaum umgeben. Eine weitere Sequoia findet sich etwas weiter südlich.

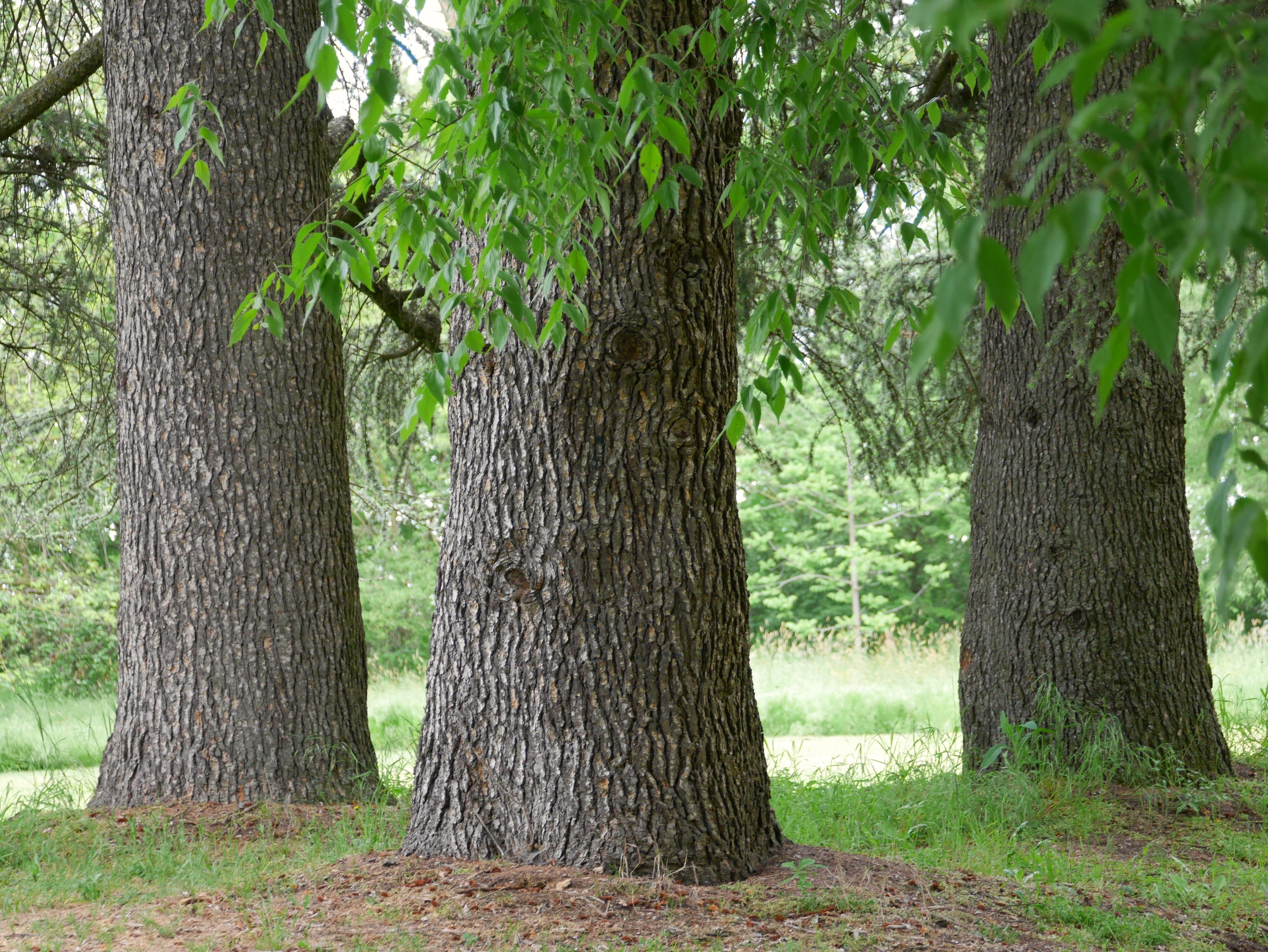
Eine Baumgruppe im Park

Östlich des Gewächshauses sind einige Vasen als Zeugnisse eines früheren, zweiten italienischen Gartens erhalten, den es heute nicht mehr gibt.
Ein Weg nach Süden führt am unregelmäßig geformten Teich mit Inselchen entlang; dieser war lange Zeit aufgelassen, wurde aber Anfang des 21. Jahrhunderts wiedereröffnet. Am Ufer erheben sich eine große Libanon-Zeder, eine Himalaya-Zeder und eine mächtige Stieleiche.
Der Rundgang führt bis zum Tor auf die Vorgebirgsstraße, vor dem eine kleine Votivädikula, die man von draußen sehen kann. Nicht weit davon entfernt erheben sich ein alter Trompetenbaum und ein hundertjähriger Zürgelbaum. Von dem Wald sind darüber hinaus drei Atlas-Zedern, drei Stieleichen und eine große Rosskastanie erwähnenswert, sowie eine hundertjährige amerikanische Gleditschie.
In dem Park gibt es insgesamt sehr viele Baumarten. Neben Linden, Rosskastanien, Platanen, Zedern, Hickories, Stieleichen, Zürgelbäumen, Hainbuchen, Trompetenbäumen und Gleditschien findet man dort zahlreiche Ulmen, Vogel-Kirschen, Eschen, Feldahorne und viele andere Spezies. In den Baumkronen nisten viele Wildvögel, während im Park viele Pfauen freilaufen.

### Neugotisches Schlösschen

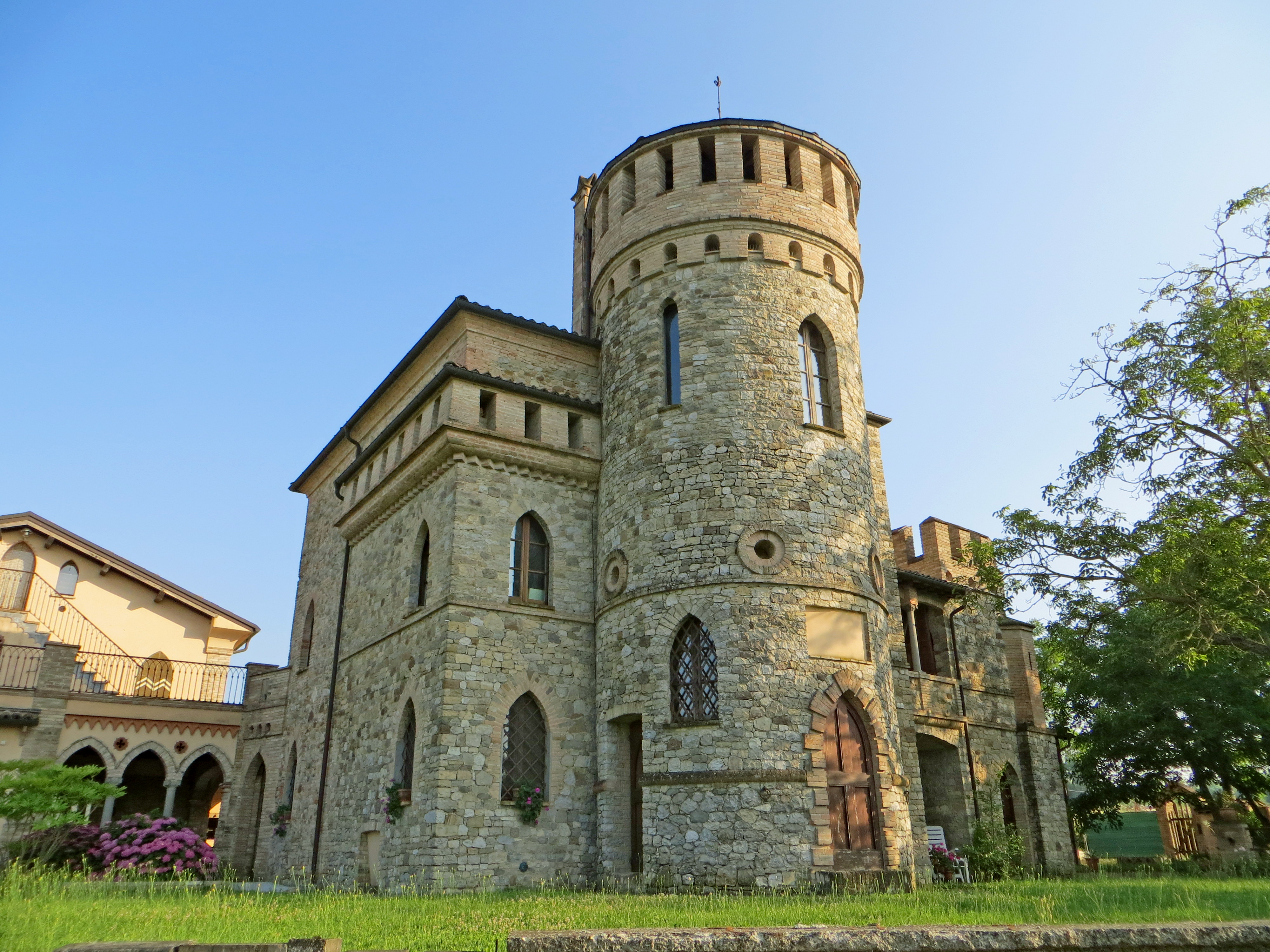
Neugotisches Schlösschen

Im Süden des Parks erhebt sich auf den ersten Hügeln ein kleines, neugotisches Schlösschen, das Ende des 19. Jahrhunderts durch Umbau eines Bauernhauses als Folly für den Hintergrund des Landhauses entstand.
Das Gebäude, neben dem auch weitere Gebäude in bäuerlichem Stil stehen, ist vollständig mit Stein verkleidet. In der Mitte der Nordfassade erhebt sich ein zinnengekrönter Rundturm. Das Schlösschen ist darüber hinaus durch Spitzbogenfenster, Schießscharten, Pechnasen und Loggien mit Steinsäulen gekennzeichnet, wie es für die neugotische Architektur typisch ist.
Im Inneren des Kellers ist eine Wassersammeltank erhalten, der einst den Park des Landhauses versorgte, mit dem er durch ein System unterirdischer Leitungen verbunden war.